# BCore Disc
BCore Disc es un sello discográfico español de carácter independiente especializado principalmente en el género hardcore punk. Activo desde 1990, ha acogido a la mayoría de las bandas de hardcore de España en su primera etapa, y a lo largo de los años ha abierto su abanico de estilos a todas otras tendencias como el indie rock, el emo, el soft rock y la música electrónica.

## Historia
BCore Disc fue fundado en Barcelona en 1990, con la edición del primer disco de la banda barcelonesa Corn Flakes, llamado No Problem. Las siguientes ediciones fueron el resultado de recuperar la inversión del primer disco y reinvertirla en un segundo lanzamiento, y así sucesivamente. Inicialmente sus distribuciones funcionaban mediante el boca a boca, pues no contaban con sistemas de promociones o publicidad.
En la actualidad la compañía sigue teniendo reconocimiento en la escena independiente en España, y ha ganado popularidad en el resto de Europa, en los Estados Unidos y en algunos países de Oceanía y Asia. BCore fue el primer sello independiente español que subió todo su catálogo a internet para ser comprado a través de tiendas de descarga de música de todo el mundo como iTunes Music Store, Napster, MSN.com y otros sitios de descarga.

## Artistas
El sello discográfico se formó mientras organizaba conciertos para sus bandas representadas y otras agrupaciones extranjeras. A continuación se enumeran algunas bandas para las que BCore Disc programó conciertos en Barcelona:
- At the Drive-In
- Bluetip
- The Boom
- Burning Heads
- The Capitol City Dusters
- Cobolt
- Dalek
- Farside
- Favez
- Garrison
- Green Day
- Hell No
- Hot Water Music
- Hitch
- June of 44
- Juno
- Karate
- Kepone
- Kerosene 454
- Kevlar
- The Lapse
- Leatherface
- Les Savy Fav
- Life... But How To Live It?
- The Locust
- Manliftingbanner
- MDC
- Monochrome
- The Most Secret Method
- Reiziger
- Samiam
- Seein' Red
- The Sorts
- Spitboy
- Sweep the leg Johnny